# Арак (напитка)
Арак (на арабски: ﻋﺮﻕ) е анасонова спиртна напитка от областта Левант, разпространена в Близкия Изток и Централна Азия. Получава се чрез дестилация, а крайният продукт е полупрозрачен и неподсладен. Наподобява мастиката и узото.
По традиция се приготвя само от грозде и анасонови семена. Консумира се най-вече в Сирия, Ливан, Ирак, Йордания, Палестина и Израел.